# John Thomas Scopes

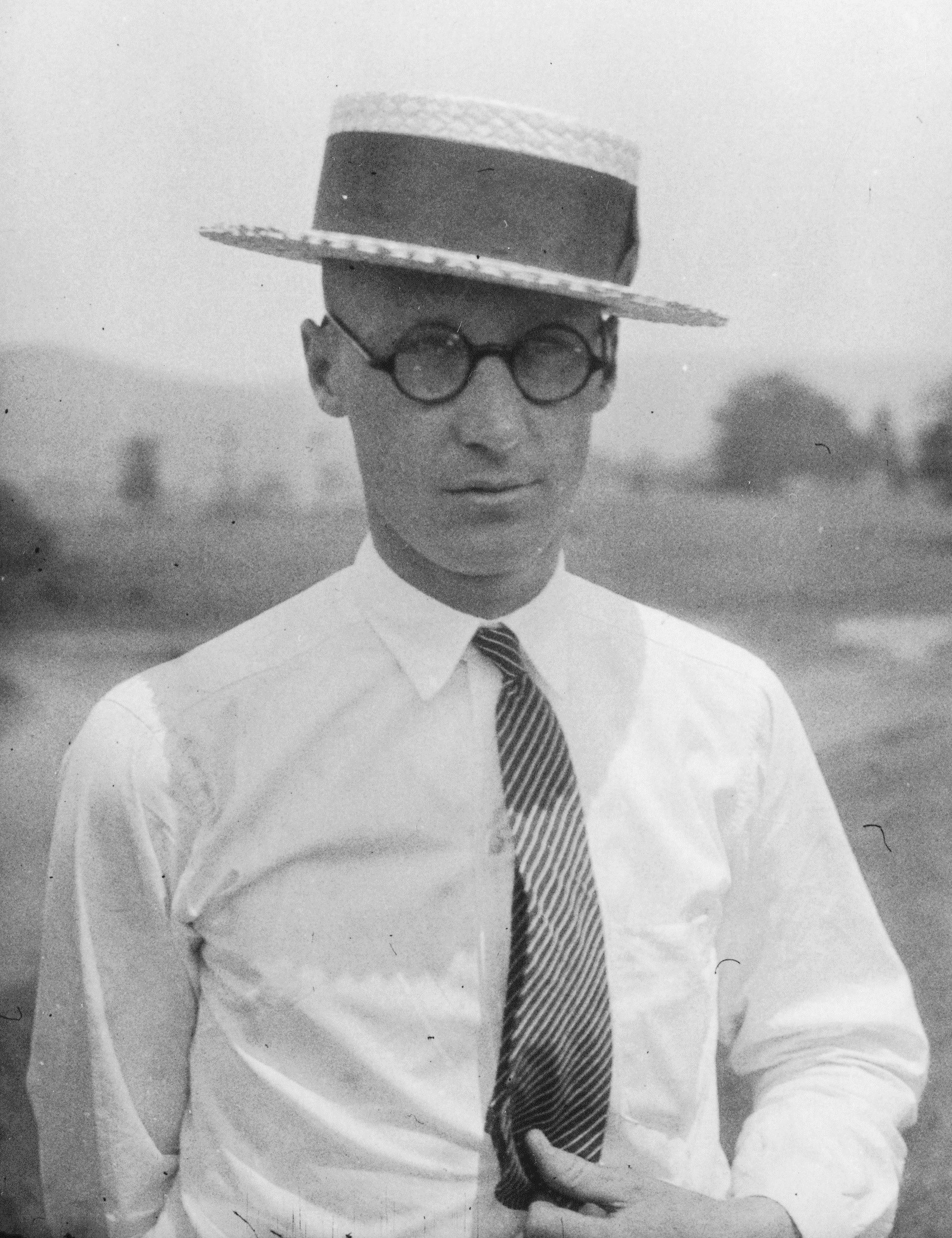
John T. Scopes, de leraar die zich vrijwillig liet aanklagen in het proefproces te Dayton

John Thomas Scopes (3 augustus 1900 – 21 oktober 1970) was een Amerikaanse leraar aan een middelbare school te Dayton, Tennessee, die een centrale rol speelde in de ook wel naar hem genoemde Scopes Trial, een rechtszaak waarin het draaide om het verbod op het geven van onderwijs over de evolutieleer op openbare scholen. In deze als proefproces gevoerde zaak, die landelijke publiciteit kreeg, liet hij zich op 5 mei 1925 vrijwillig beschuldigen van het overtreden van de Butler Act, een kort daarvoor aangenomen wet in de staat Tennessee die het onderwijs in evolutie in openbare scholen verbood. In deze zaak werd hij schuldig en kreeg hij een boete opgelegd van $ 100. In hoger beroep werd dit vonnis vernietigd wegens een vormfout.
Scopes werd geboren in 1900 als zoon van Thomas Scopes en Mary Alva Brown, die op een boerderij in Kentucky woonden. John was het vijfde kind en enige zoon. Het gezin verhuisde naar Illinois.
In deze staat studeerde hij enige tijd de universiteit totdat hij dit om gezondheidsredenen moest afbreken. Hij studeerde af aan de Universiteit van Kentucky in 1924, met een major rechten en een minor  geologie.
Scopes verhuisde naar Dayton, waar hij werk vond als voetbaltrainer van de Rhea County High School en af en toe inviel als leraar.
Hij raakte betrokken bij het naar hem genoemd proces toen de American Civil Liberties Union (ACLU) aangekondigde een testcase te willen financieren die de grondwettelijkheid van de Butler Act zou betwisten als ze een leraar konden vinden uit die staat die bereid was op te treden als beklaagde. Ondernemers uit Dayton zagen dit als een kans om publiciteit te krijgen voor hun stad en ze benaderden Scopes, die ze wisten over te halen tot medewerking aan hun plan. Tijdens het proces zouden de voor- en tegenstanders van de evolutieleer en creationisme hun standpunten door vooraanstaande advocaten laten bepleiten. De zaak eindigde na 8 dagen op 21 juli 1925 met een veroordeelend vonnis en Scopes kreeg een boete opgelegd van $ 100.
In hoger beroep werd het vonnis van de rechtbank vernietigd, omdat de rechter de boete had vastgesteld in plaats van de jury. De Butler Act bleef van kracht tot 18 mei 1967, toen deze werd ingetrokken door de wetgever van Tennessee.
Het proces kreeg een historische betekenis, maar Scopes zelf raakte in de vergetelheid en speelde geen rol meer in het debat tussen aanhangers van de evolutieleer en het creationisme, dat zou voortduren en later een nieuwe impuls zou krijgen door het concept van het Intelligent design.